# Bailey (Teksas)
Bailey – miasto w Stanach Zjednoczonych, w stanie Teksas, w hrabstwie Fannin.